# Chieti Calcio 2003-2004
Questa pagina raccoglie le informazioni riguardanti il Chieti Calcio nelle competizioni ufficiali della stagione 2003-2004.

## Rosa
| N. |                     | Ruolo | Calciatore          |
| -- | ------------------- | ----- | ------------------- |
|    | Italia (bandiera)   | C     | Luca Amoruso (II)   |
|    | Germania (bandiera) | A     | Giuseppe Aquino     |
|    | Italia (bandiera)   | D     | Renato Bartoli      |
|    | Francia (bandiera)  | P     | Anthony Basso       |
|    | Italia (bandiera)   | D     | Arnaldo Bonfanti    |
|    | Italia (bandiera)   | A     | Gianni Califano     |
|    | Italia (bandiera)   | C     | Gianluca Cherubini  |
|    | Italia (bandiera)   | A     | Domenico Costanzo   |
|    | Italia (bandiera)   | D     | Francesco Di Bari   |
|    | Italia (bandiera)   | C     | Domenico Di Cecco   |
|    | Italia (bandiera)   | C     | Guido Di Fabio      |
|    | Italia (bandiera)   | A     | Mario La Canna      |
|    | Italia (bandiera)   | D     | Luca Lacrimini      |
|    | Italia (bandiera)   | D     | Vincenzo Lambertini |
|    | Italia (bandiera)   | P     | Vincenzo Marruocco  |

| N. |                    | Ruolo | Calciatore              |
| -- | ------------------ | ----- | ----------------------- |
|    | Italia (bandiera)  | D     | Stefano Medda           |
|    | Italia (bandiera)  | D     | Andrea Mengoni          |
|    | Italia (bandiera)  | C     | Giuseppe Morfù          |
|    | Italia (bandiera)  | C     | Alessandro Onesti       |
|    | Italia (bandiera)  | D     | Angelo Giuseppe Petitto |
|    | Italia (bandiera)  | A     | Fabio Quagliarella      |
|    | Croazia (bandiera) | C     | Ivan Rajčić             |
|    | Italia (bandiera)  | D     | Tommaso Romito          |
|    | Italia (bandiera)  | D     | Roberto Santarelli      |
|    | Italia (bandiera)  | D     | Michele Schirone        |
|    | Italia (bandiera)  | C     | Pasquale Suppa          |
|    | Italia (bandiera)  | A     | Maurizio Tacchi (III)   |
|    | Italia (bandiera)  | C     | Donato Terrevoli        |
|    | Italia (bandiera)  | D     | Gianluca Zattarin       |

## Risultati

### Campionato

#### Girone di andata
| 31 agosto 2003 1ª giornata | Foggia | 1 – 1 | Chieti |  |

| 7 settembre 2003 2ª giornata | Chieti | 1 – 1 | Taranto |  |

| 14 settembre 2003 3ª giornata | Viterbese | 3 – 0 | Chieti |  |

| 21 settembre 2003 4ª giornata | Chieti | 0 – 1 | Giulianova |  |

| 28 settembre 2003 5ª giornata | Paternò | 1 – 2 | Chieti |  |

| 5 novembre 2003 6ª giornata | Chieti | 3 – 2 | L'Aquila |  |

| 12 ottobre 2003 7ª giornata | Crotone | 1 – 1 | Chieti |  |

| 19 ottobre 2003 8ª giornata | Chieti | 0 – 0 | Lanciano |  |

| 26 ottobre 2003 9ª giornata | Teramo | 2 – 0 | Chieti |  |

| 2 novembre 2003 10ª giornata | Chieti | 2 – 0 | Martina |  |

| 9 novembre 2003 11ª giornata | Sporting Benevento | 1 – 1 | Chieti |  |

| 16 novembre 2003 12ª giornata | Acireale | 1 – 0 | Chieti |  |

| 23 novembre 2003 13ª giornata | Chieti | 2 – 0 | Vis Pesaro |  |

| 7 dicembre 2003 14ª giornata | Chieti | 2 – 1 | Sora |  |

| 14 dicembre 2003 15ª giornata | Sambenedettese | 3 – 2 | Chieti |  |

| 21 dicembre 2003 16ª giornata | Chieti | 0 – 0 | Fermana |  |

| 6 gennaio 2003 17ª giornata | Catanzaro | 1 – 0 | Chieti |  |

#### Girone di ritorno
| 12 gennaio 2004 18ª giornata | Chieti | 0 – 2 | Foggia |  |

| 18 gennaio 2004 19ª giornata | Taranto | 0 – 0 | Chieti |  |

| 1º febbraio 2004 20ª giornata | Chieti | 0 – 1 | Viterbo |  |

| 8 febbraio 2004 21ª giornata | Giulianova | 2 – 0 | Chieti |  |

| 15 febbraio 2004 22ª giornata | Chieti | 1 – 0 | Paternò |  |

| 22 febbraio 2004 23ª giornata | L'Aquila | 1 – 2 | Chieti |  |

| 7 marzo 2004 24ª giornata | Chieti | 2 – 1 | Crotone |  |

| 14 marzo 2004 25ª giornata | Lanciano | 1 – 0 | Chieti |  |

| 21 marzo 2004 26ª giornata | Chieti | 1 – 0 | Teramo |  |

| 28 marzo 2004 27ª giornata | Martina | 1 – 2 | Chieti |  |

| 4 aprile 2004 28ª giornata | Chieti | 2 – 0 | Sporting Benevento |  |

| 10 aprile 2004 29ª giornata | Chieti | 5 – 0 | Acireale |  |

| 18 aprile 2004 30ª giornata | Vis Pesaro | 1 – 1 | Chieti |  |

| 25 aprile 2004 31ª giornata | Sora | 1 – 1 | Chieti |  |

| 2 maggio 2004 32ª giornata | Chieti | 3 – 1 | Sambenedettese |  |

| 9 maggio 2004 33ª giornata | Fermana | 2 – 1 | Chieti |  |

| 16 maggio 2004 34ª giornata | Chieti | 1 – 2 | Catanzaro |  |